# 馬俶
馬俶（1634年—1714年），字元儀，號臥龍老人。吳郡（今江蘇蘇州）人。清代醫家。
早年師從沈朗仲、李中梓等名醫，又常與喻嘉言討論醫理。學徒眾多，其中尤怡口碑甚好，馬俶說“吾今得一人，勝得千萬人”，師徒二人曾一起補校沈朗仲的《病機匯論》 内科著作十八卷，並刊於1713年。